# Тільман Ріменшнайдер
Ті́льман Ріменшна́йдер (нім. Tilman Riemenschneider, бл. 1460, Гайльбад-Гайлігенштадт — 7 липня 1531, Вюрцбург) — німецький скульптор і різьбяр. Один з найбільш плідних і багатогранних скульпторів перехідного періоду між пізньою готикою і Відродженням.

## Біографія

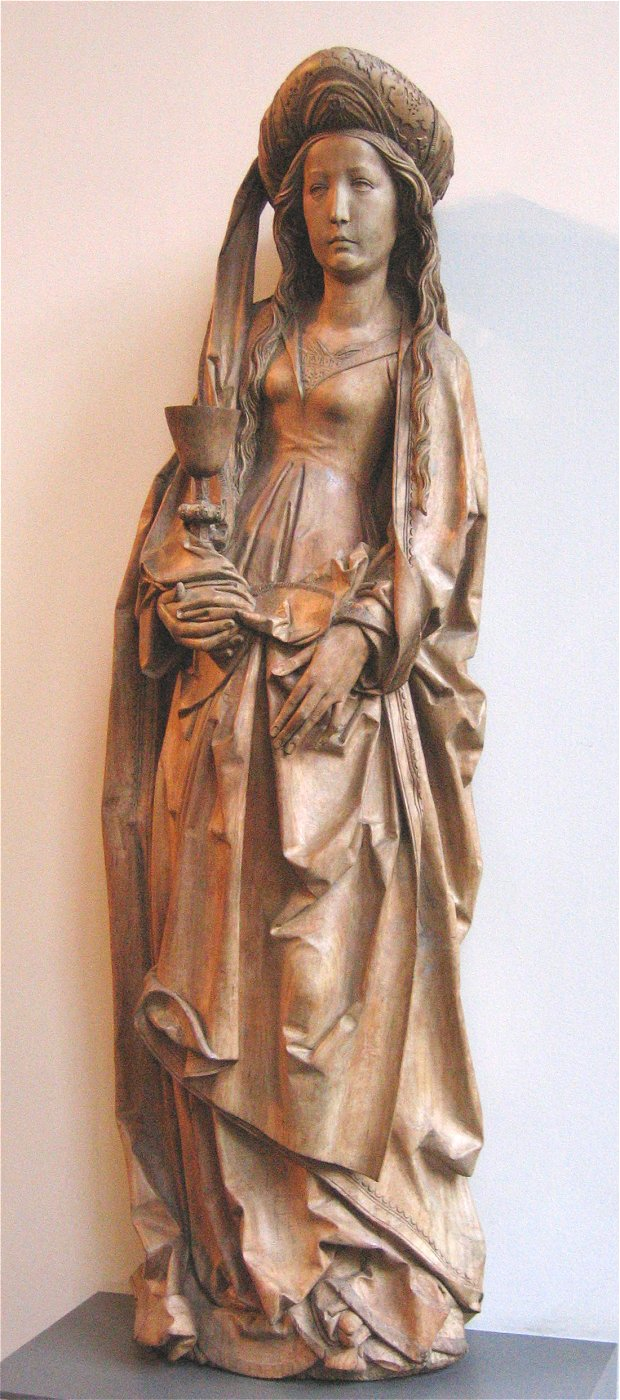
Свята Варвара, Баварський національний музей, Нюрнберг

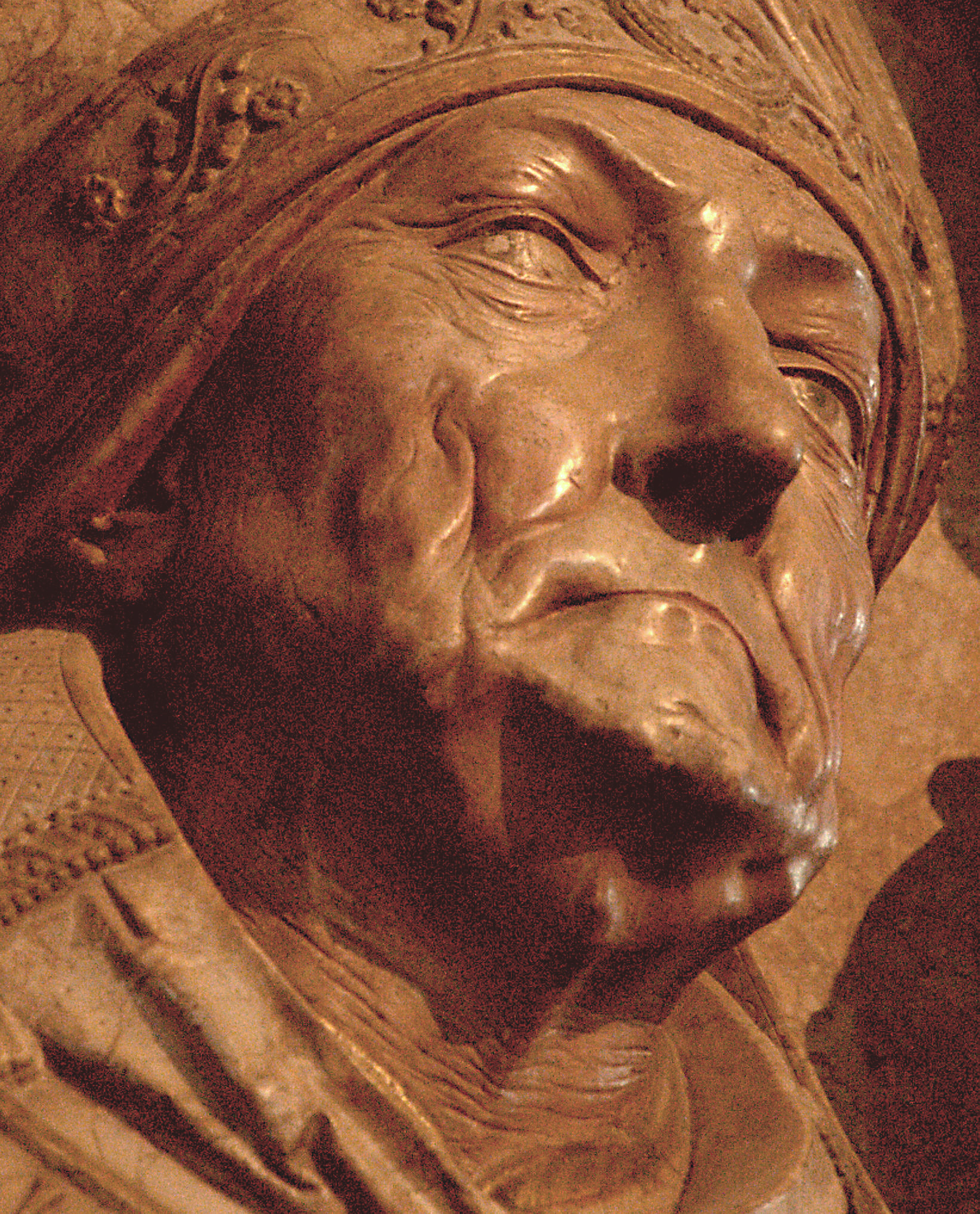
Деталь кам'яної гробниці Рудольфа фон Шеренберга, Вюрцбурзький собор, (1496—1499)

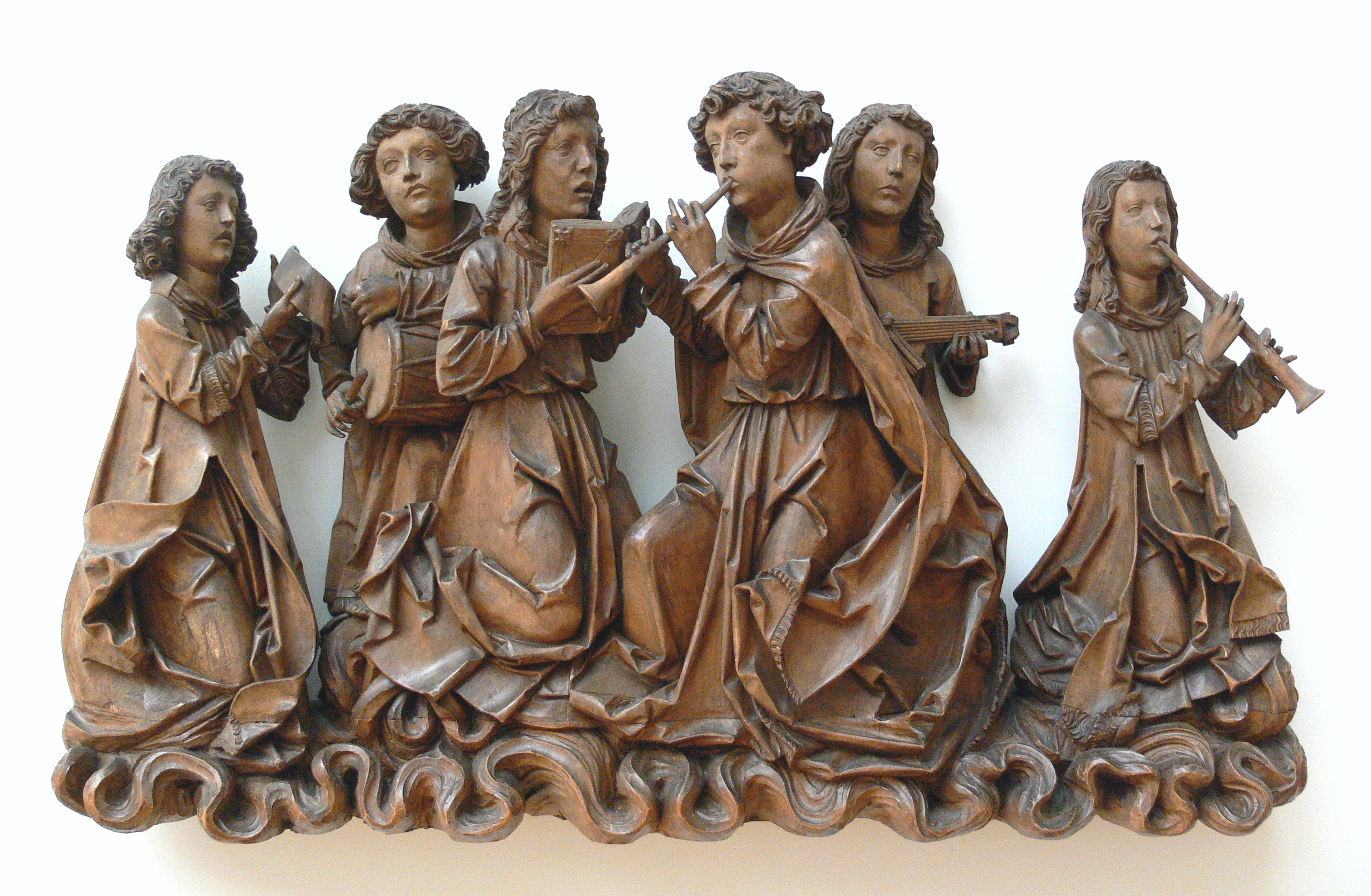
Янголи, що співають і грають на інструментах. Берлін, бл. 1505

Тільман Ріменшнайдер народився в Хайльбад-Хайліґенштадті в німецькій провінції Тюрингія між 1459 і 1462 роками. Коли Тільману виконалось п'ять років, його батько, який був втягнутий у політичний конфлікт, втратив своє майно і змушений був разом з усією родиною втекти з міста.
Він осів в Остероді, де отримав роботу на монетному дворі. На початку 1470-х років Тільман Ріменшнайдер освоїв мистецтво скульптора і різьбяра по дереву. Про місце і час його навчання практично нічого не відомо. Припускають, що він навчався в Страсбурзі та Ульмі, а також, що він належав до кола Мартіна Шонгауера. У 1483 році він перебрався до Вюрцбурга, тогочасної резиденції єпископа. 7 грудня 1483 Тільман Ріменшнайдер був прийнятий як художник в Гільдію святого Луки, яка об'єднувала художників, скульпторів і майстрів скляних справ.
28 лютого 1485 він одружився з вдовою ювеліра Ганною Шмідт, у першому шлюбі мав трьох синів і дочку. За десять років перша дружина померла і Тільман Ріменшнайдер одружився в 1497 році вдруге на Анні Раппольт. Цей шлюб тривав дев'ять років і приніс йому також трьох синів і дочку. Після смерті другої дружини скульптор оженився втретє на Маргареті Вюрцбах, а після її смерті в 1520 році – учетверте.
На роботи Ріменшнайдера був великий попит. До 1500 року він став заможним громадянином Вюрцбурга. Йому належали в місті кілька будинків, великі земельні володіння з власним виноградником. У майстерні на нього працювали багато учнів і підмайстрів. У листопаді 1504 року він був обраний до міської ради Вюрцбурга, в якому прослужив 20 років, а з 1520 до 1524 був бюргермейстером.
У 1525 році під час Селянської війни в Німеччині мешканці Вюрцбурга обложили резиденцію єпископа, що знаходилась в замку Марієнберг на протилежному березі Майна, проте не змогли взяти її і зазнали поразки у вирішальній битві 4 червня 1525 року. Після цього всі керівники міста були взяті в полон і піддані тортурам. Ріменшнайдер провів в ув'язненні два місяці і був відпущений. За легендою, йому зламали обидві руки, після чого він не зміг більше працювати, однак цієї версії немає ніяких підтверджень. Велика частина його майна була конфіскована і він більше не отримував великих замовлень. Скульптор жив у Вюрцбурзі до своєї смерті в 1531 році. Його син від другого шлюбу Георг (Йорг) успадкував майстерню.
У 1981 монетним двором НДР була випущена ювілейна монета номіналом в 5 марок, присвячена 400-річчю з дня смерті Тільмана Ріменшнайдера.

## Твори
Ім'я Тільмана Ріменшнайдера було забуто, його творчість відкрили заново лише в XIX столітті.
Скульптури і різьблення по дереву Тільмана Ріменшнайдера виконані в пізньоготичному стилі, хоча його пізніші роботи належать до маньєризму.
Його роботи характеризуються виразними рисами обличчя, часто з відстороненим виразом, як в автопортреті, а також ретельно виділеними деталями одягу. Майстерність вираження внутрішнього почуття відрізняють твори Ріменшнайдера від робіт його безпосередніх попередників. Багато скульптур не були розфарбовані й залишалися монохромними. Ріменшнайдер був першим великим скульптором, який відмовився розфарбовувати дерев'яні скульптури.
Дослідники ставлять його найкращі роботи, такі як «Благовіщення», в один ряд з картинами Альбрехта Дюрера. Скульптури Ріменшнайдера стали передвісником Реформації. Серед його наступників та учнів були Петер Брейєр і Філіп Кох.

## Галерея

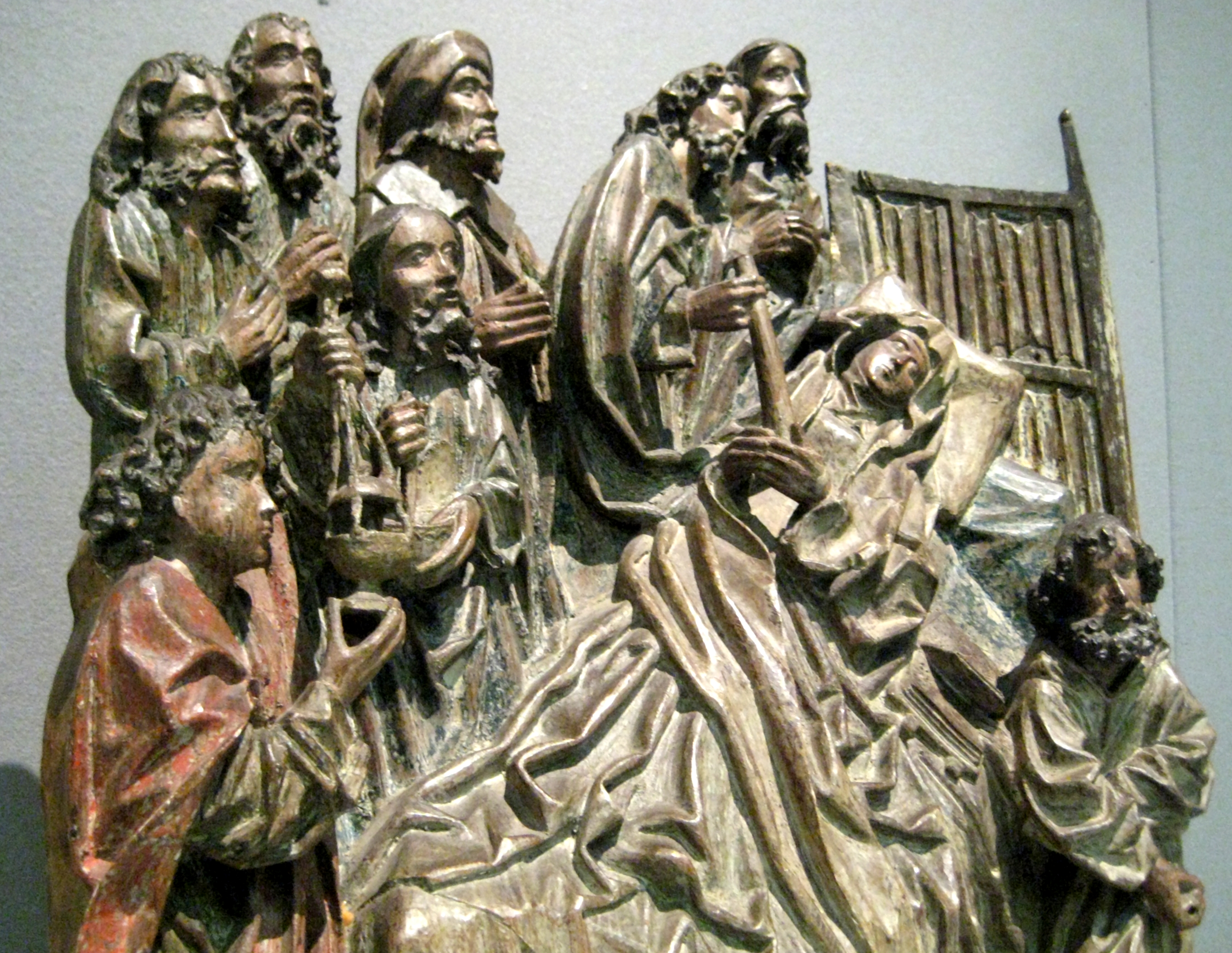
Успіння
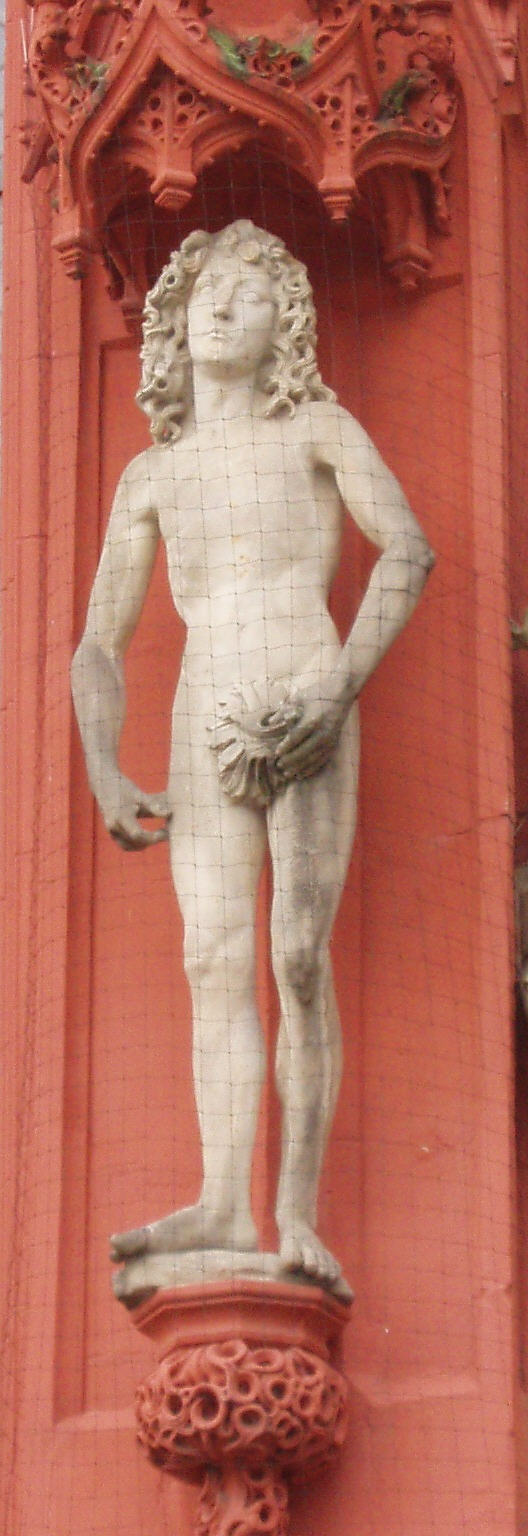
Адам. Вюрцбург
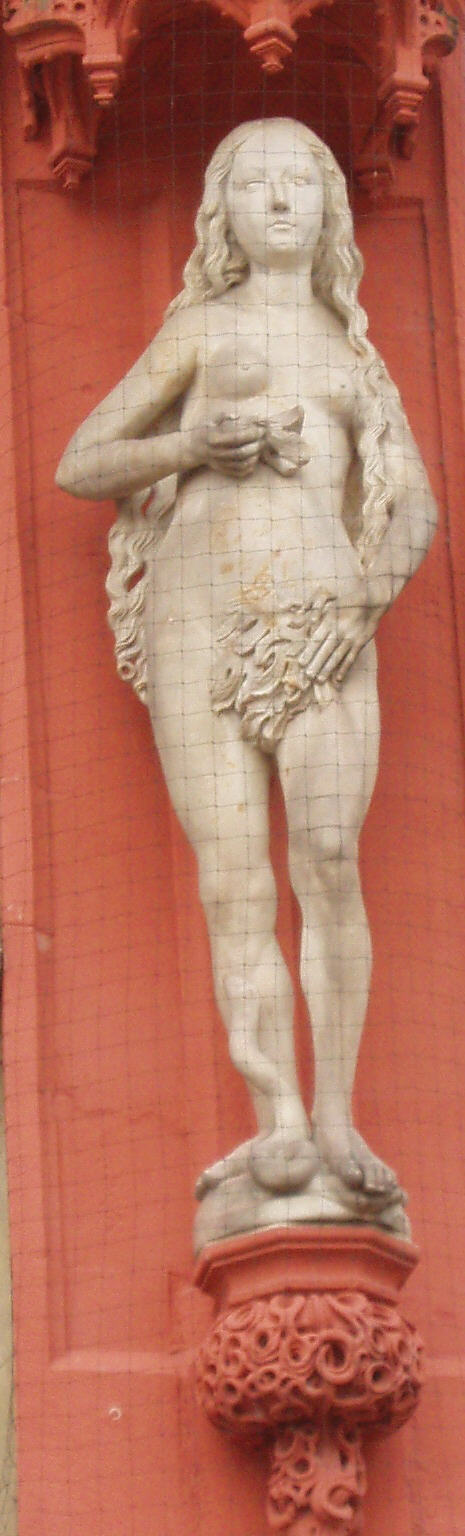
Єва. Вюрцбург
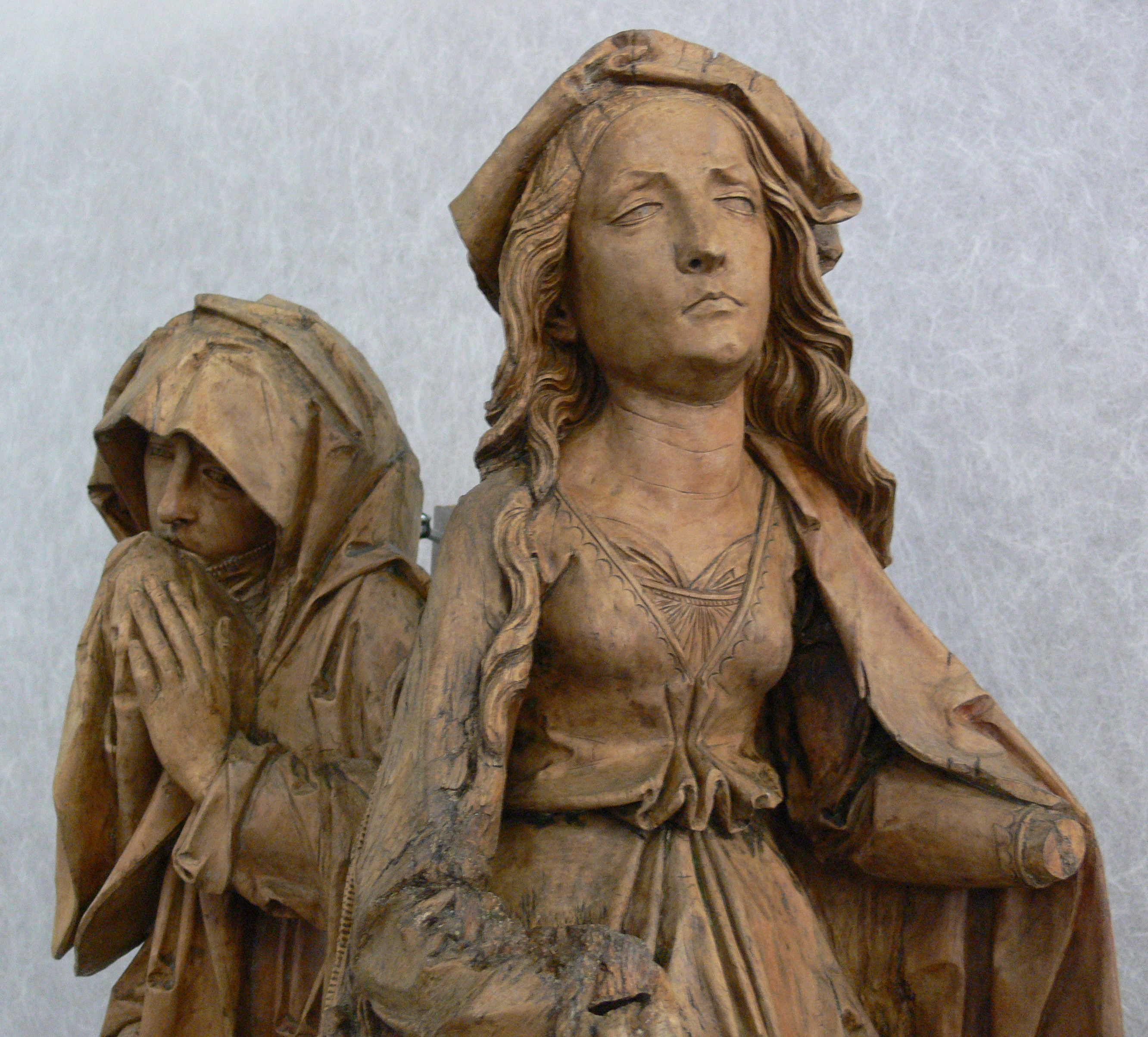
Скорботні жінки. Штутгарт, 1508
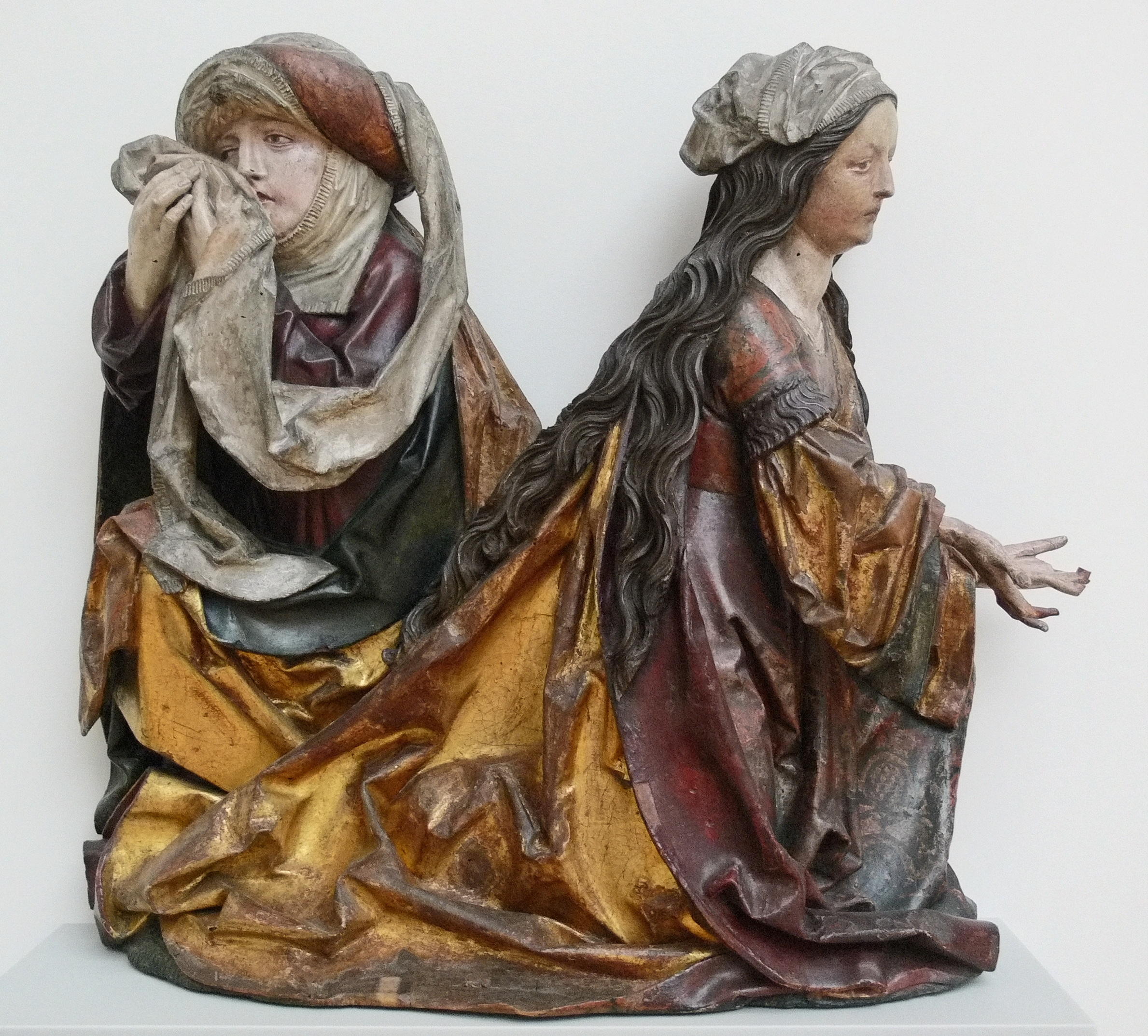
Оплакування Христа
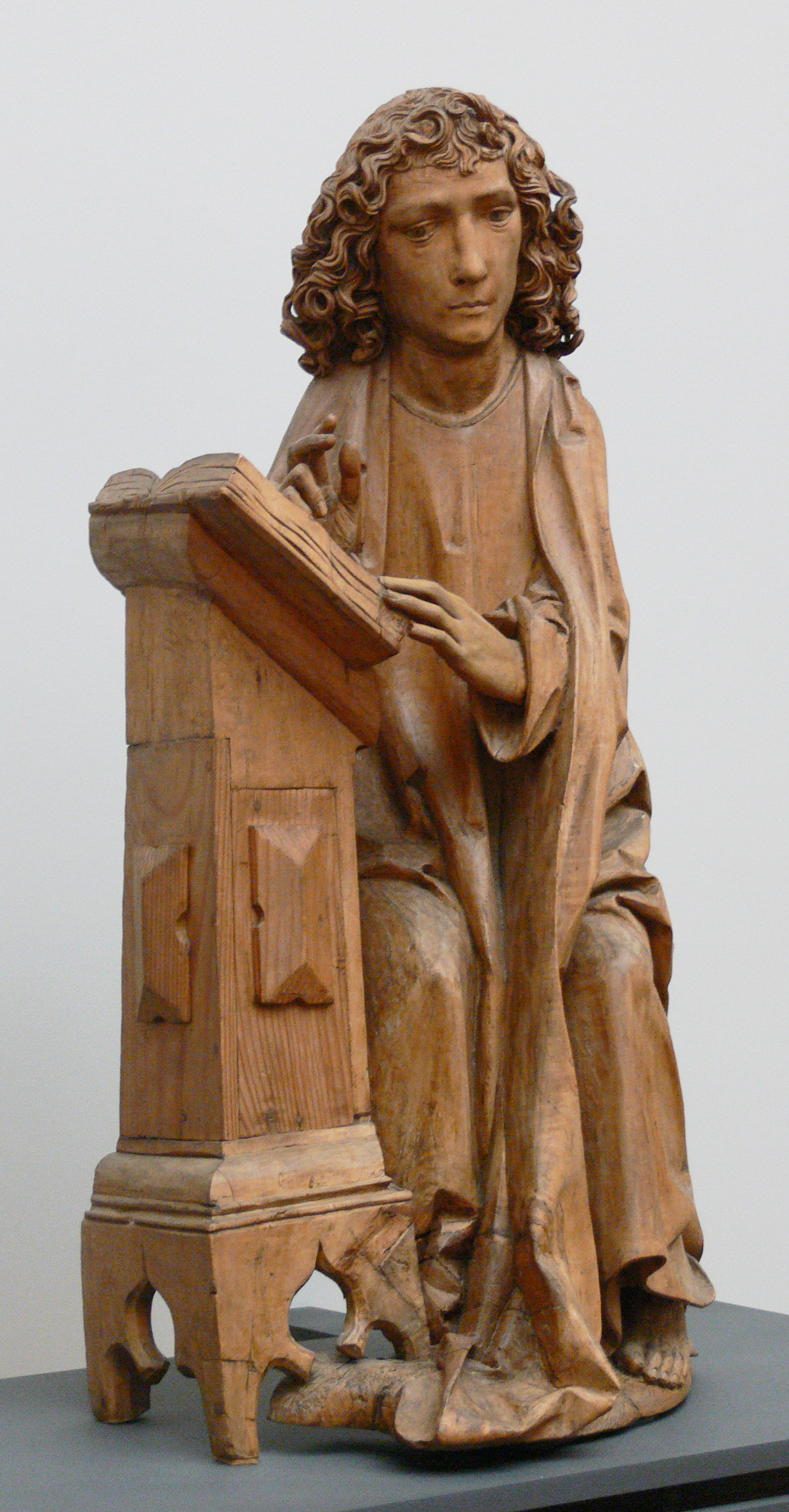
Євангеліст Йоанн
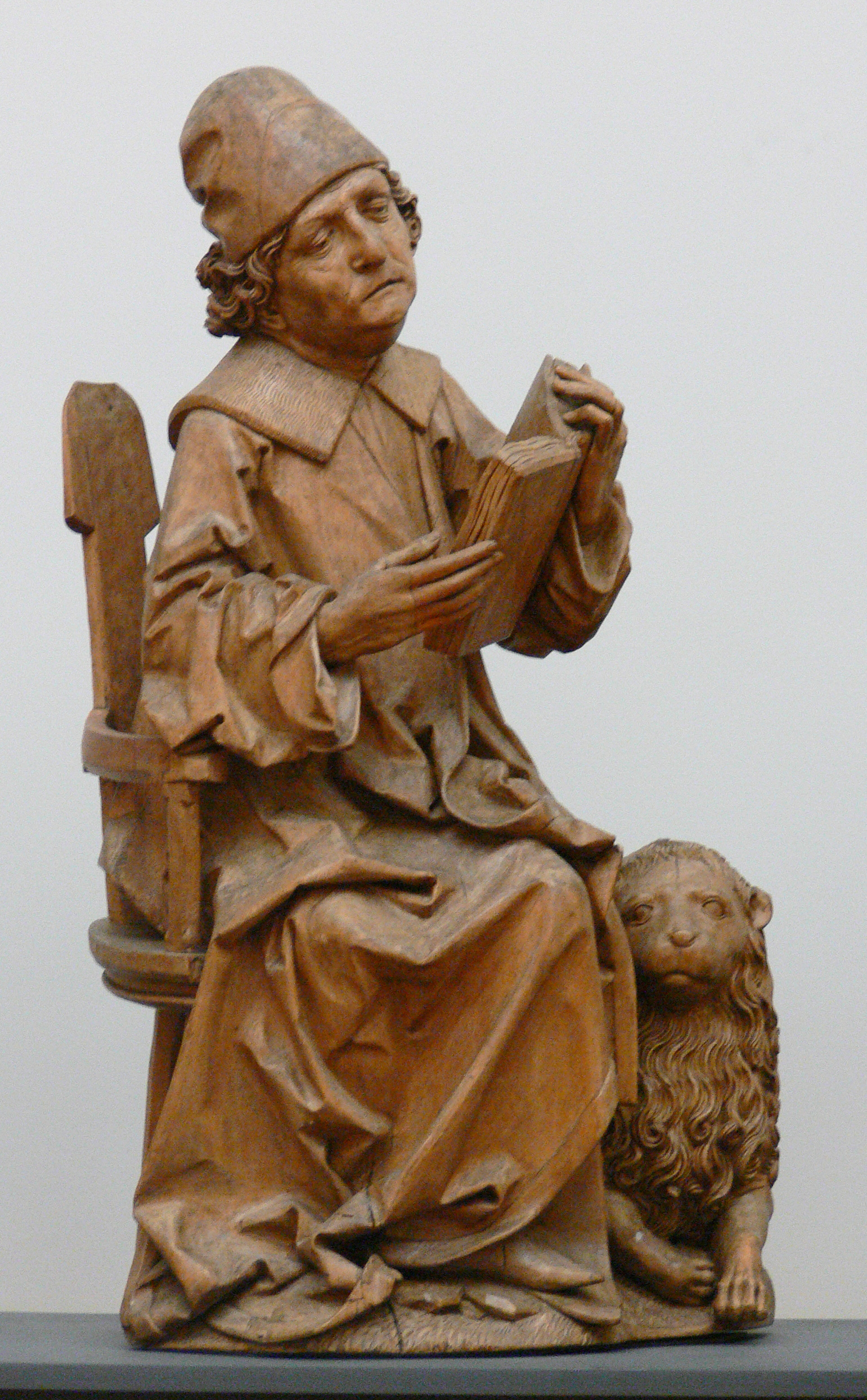
Євангеліст Марк
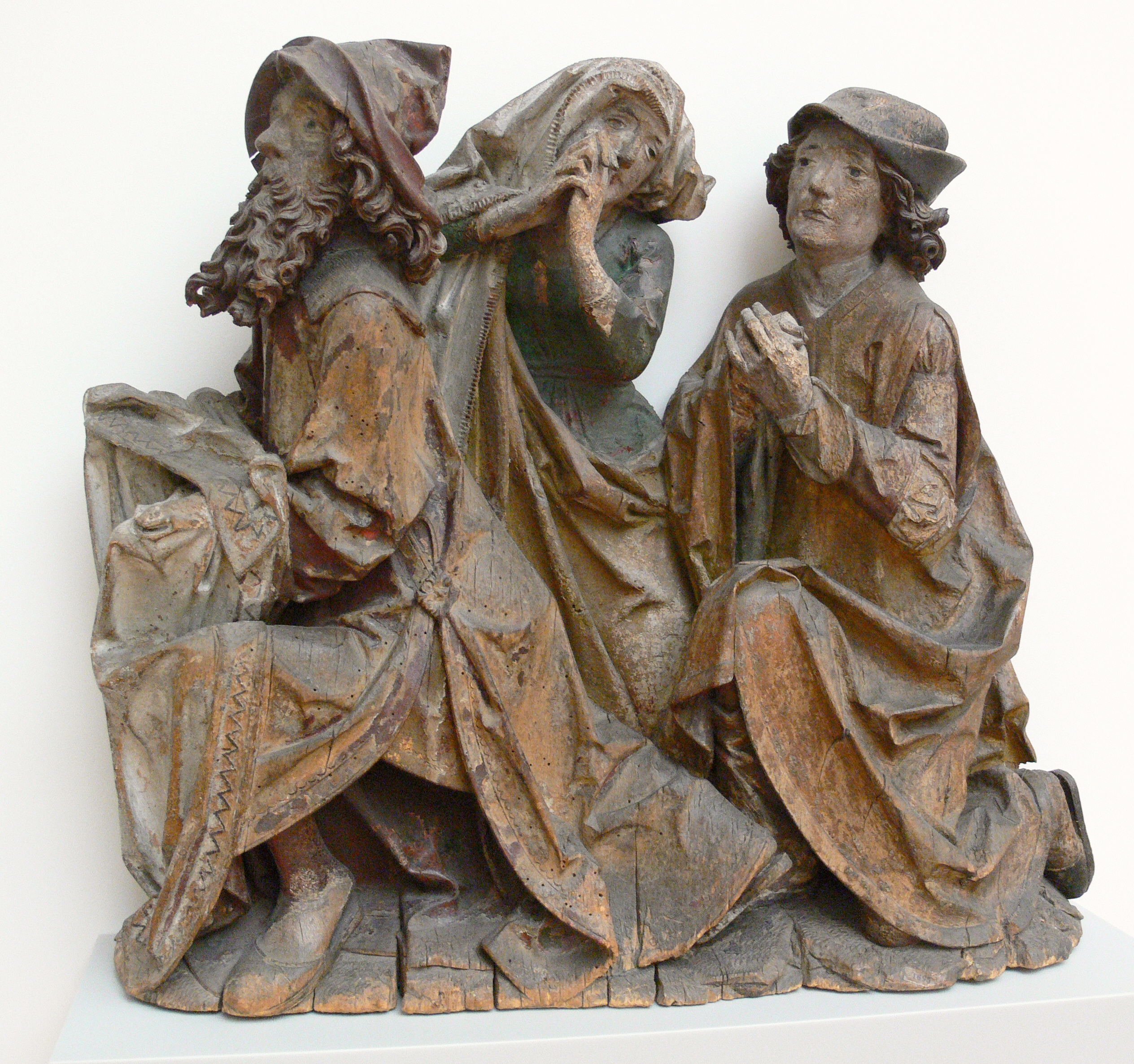
Оплакування Христа
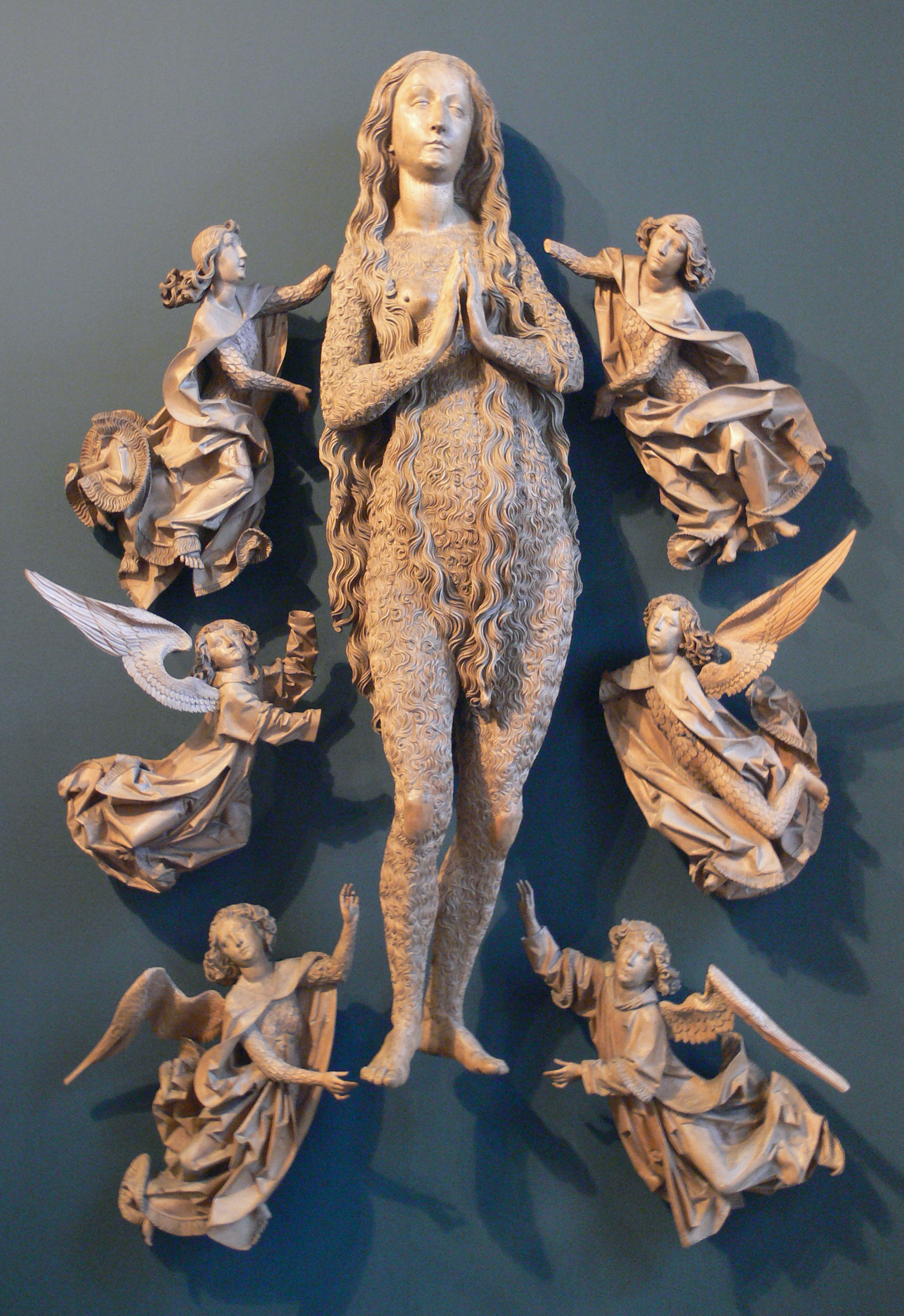
Магдалена. Баварський національний музей. Мюнхен
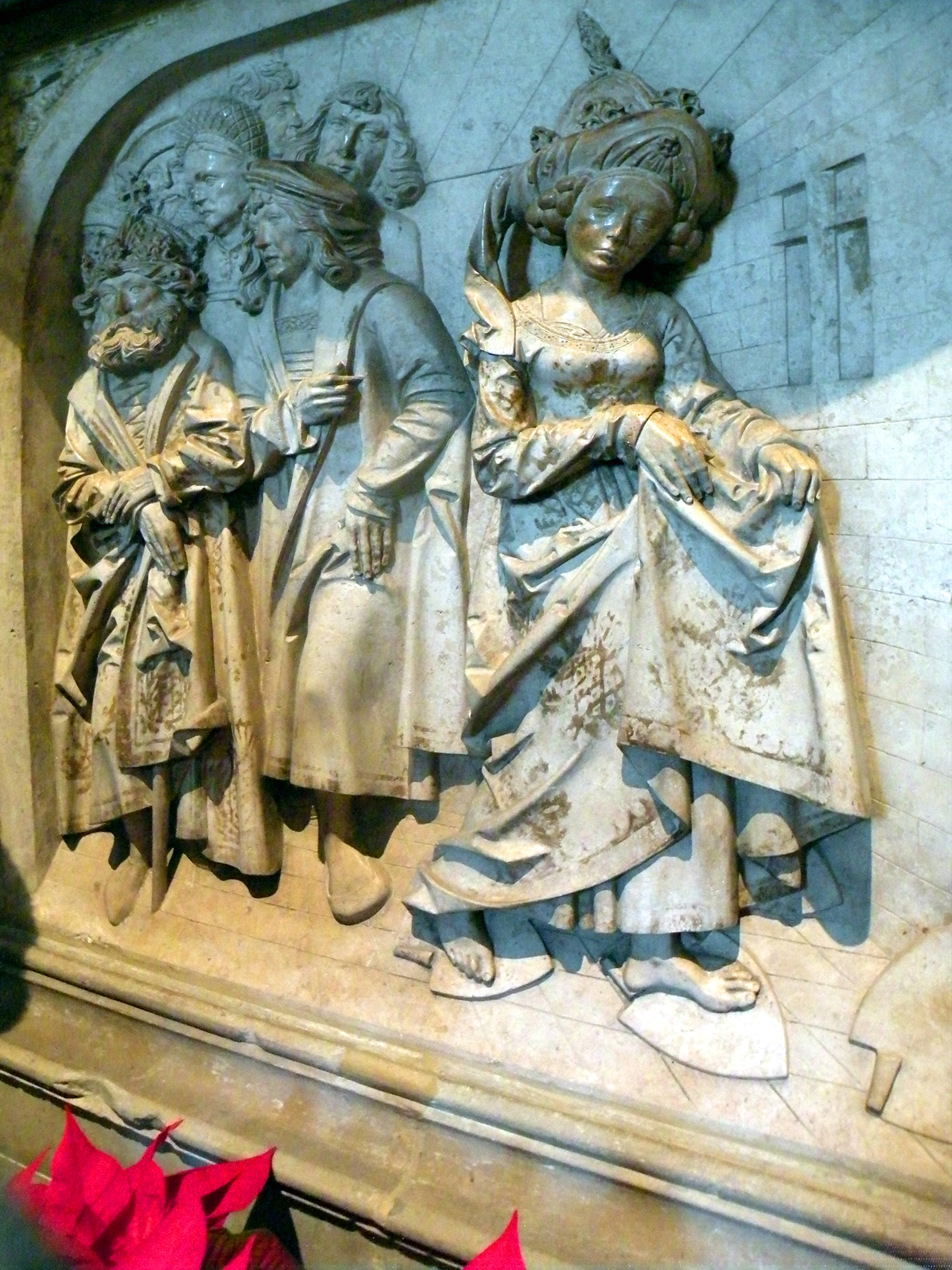
Випробування Кунігунди
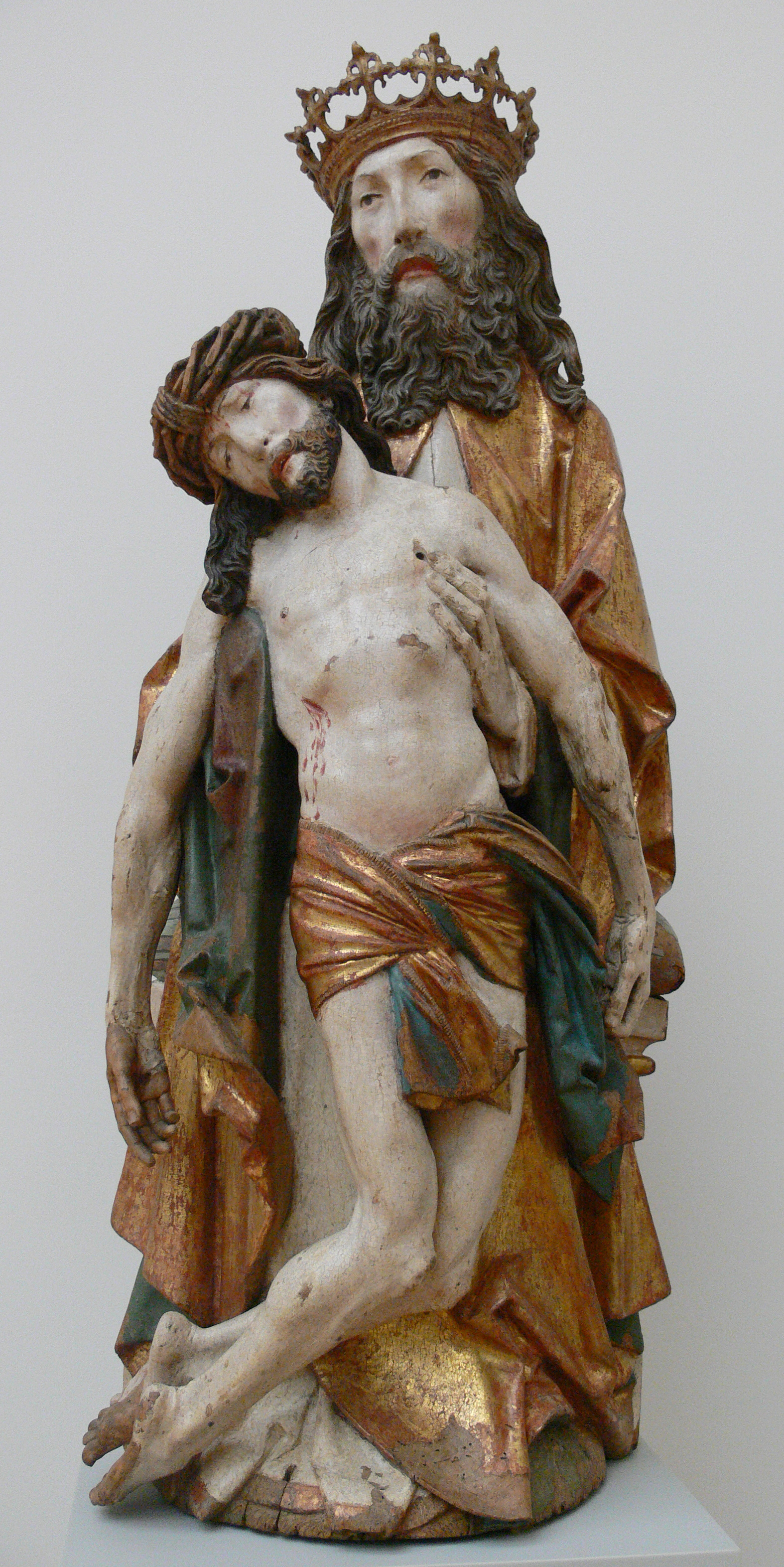
Бог-Отець з Христом
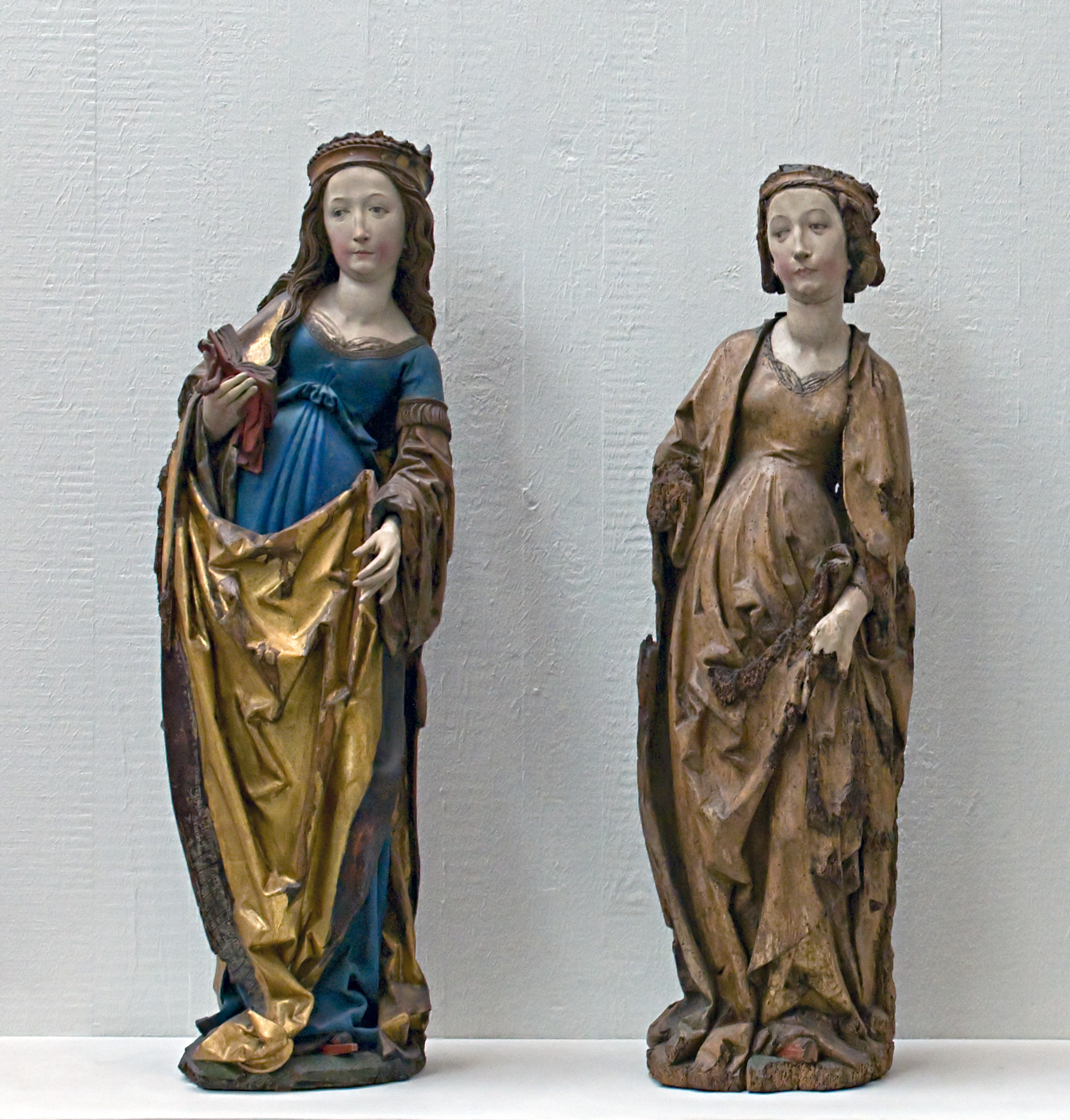
Свята Катерина (праворуч). Історичний музей, Франкфурт-на-Майні